# 9843 Braidwood
A 9843 Braidwood (ideiglenes jelöléssel 1989 AL3) a Naprendszer kisbolygóövében található aszteroida. Robert H. McNaught fedezte fel 1989. január 4-én.